# Chapelle Notre-Dame-de-l'Assomption de Blonville-sur-Mer
La chapelle Notre-Dame-de-l'Assomption de Blonville-sur-Mer est un édifice religieux du culte catholique situé rue Pasteur à Blonville-sur-Mer, dans le Calvados, en Normandie et faisant partie du diocèse de Bayeux et Lisieux.

## Historique
Jusqu'en 1954, le seul lieu de culte à Blonville-sur-Mer était l'église paroissiale Notre-Dame de la Visitation, situé à 3 km de l'actuel centre de Blonville, dans les terres. La majorité des paroissiens du centre de Blonville se rendaient aux offices dans l'église de Saint-Christophe de Bénerville qu'ils appelaient chapelle plus proche que leur église paroissiale dont le curé était le vicaire des deux paroisses.
Mais le développement des résidences secondaires fit que la petite église de Bénerville, se trouva trop petite pour le nombre des fidèles. En 1951, l'abbé Loudière alors curé depuis 1945, suscita la création d'une Association des œuvres paroissiales de Blonville-Bénerville, jusqu'en 1972 en vue principalement de la construction, dans le centre de Blonville, d'une chapelle et d'une salle de réunions
À partir de 1952, cette initiative fut relayée et amplifiée par son successeur : le Chanoine Duvieu qui resta curé de Blonville-Bénerville jusqu'en 1972 et qui trouva un grand appui auprès de l'Association paroissiale, dont le premier président de 1951 à 1965, fut Jean Roucher.
En 1953, trois paroissiens, Madame Chassany et Monsieur et Madame Bamberger, cédèrent à l'Association paroissiale leurs terrains sur lesquels est maintenant édifiée cette chapelle. L'édification de celle-ci put alors être réalisée, notamment grâce à la générosité spéciale d'une dizaine de familles de paroissiens bienfaiteurs de Blonville-Bénerville, résidents ou estivants, renforcés par de nombreux autres particuliers.
La cérémonie de pose de la première pierre eut lieu le 26 juillet 1953, sous la présidence de Mgr Jacquemin, coadjuteur de l'évêque de Bayeux et de Lisieux, Mgr Picaud. Cette pierre est visible à l'extérieur, à l'emplacement symétrique du seuil de l'entrée latérale.
Cette chapelle fut consacrée et ouverte au culte lors de la bénédiction épiscopale du 10 août 1954.

## Architecture
La conception et la construction de l'édifice furent confiées à un jeune architecte, Chidlovsky, également paroissien. Il était soumis à des contraintes majeures. La chapelle devait être édifiée en utilisant la charpente d'un ancien hangar à bois de 30 × 10 m, offert par un charpentier de la région. Il fallait déborder le moins possible de cette surface au sol et opérer dans l'économie la plus stricte. L'architecte aboutit pour tout cela à la solution suivante.
De chaque côté de la nef, chacun des quatre poteaux de bois est bordé de deux vitrages jaunes, longs mais étroits, assurant l'éclairage naturel et allégeant l'aspect de la construction. Entre les vitrages, des panneaux de maçonnerie constituent des pans de mur. D'autres pans de mur, plus important, délimitent le transept, le chœur, et la nef (côté entrée). La charpente est complètement apparente, notamment dans ses parties supportant la toiture, ce qui est spécifique d'une tradition normande. La toiture est faite de tuiles.

### Le chœur
Il comporte le maître-autel avec un tabernacle dessiné par l'architecte de l'édifice et des peintures murales de Jean-Denis Maillart.

### Le transept
Il abrite deux autels respectifs et constitue deux esquisses de chapelles latérales ; à gauche la chapelle de Saint-Pierre-et-Saint-Paul ; à droite celle de Sainte-Brigitte, princesse suédoise morte en 1373, ayant eu huit enfants, dont sainte Catherine de Suède et, ayant mené une vie débordante de mérites, d'activités religieuses, de foi et de courage.
Dans la partie de droite de la croisée de transept, se trouve une très jolie vierge ancienne. À l'entrée de la chapelle, fut édifiée une vaste tribune de bois.

### L'enclos extérieur
Planté de quelques arbres et arbustes, il est structuré de pelouse et de décoration florale. On y trouve :
- un calvaire breton en pierre élevé sur un piédestal. Il est de style primitif, mais remonte seulement à l'année 1748 (date sculptée). Sous les bras de la croix, se trouvent la sainte Vierge et saint Jean ;
- une salle paroissiale, édifiée en 1967, que le curé ouvre volontiers pour des réunions de groupe ou d'associations.
- un campanile (clocher séparé de la chapelle) en charpente métallique forgée, supportant une cloche. Celle-ci, offerte par une famille qui contribua de façon éminente à la réalisation de la chapelle, a été fondue à Paris. Elle eut pour marraine, le 10 août 1954, un jeune membre de cette famille, et, pour parrain, un jeune membre d'une autre famille bienfaitrice de cette chapelle.

## Décoration
En 1960 et 1961 furent réalisées les onze peintures murales par Jean-Denis Maillart, peintre et homme de foi parisien qui s'était intéressé à cet édifice grâce à un paroissien et bientôt appuyé par le chanoine Duvieu et par d'autres paroissiens qui manifestèrent à nouveau leur générosité, aux côtés du syndicat d'initiative de Blonville-sur-Mer.
L'artiste eut la liberté de la conception de ses œuvres sous la supervision du chanoine Duvieu qui veilla, pendant la conception et la réalisation des œuvres, aux très hautes qualités liturgiques et didactiques de celles-ci. C'est cet entretien presque journalier qui permit d'atteindre la symbolique précise de chacune des peintures murales qui sont les suivantes.

### Nef
Sur le mur latéral gauche de la nef, de gauche à droite :
- Présentation de l'Enfant Jésus au temple ;
- Couronnement et Assomption de la Vierge Marie ;
- Calvaire.

Sur le mur latéral droit de la nef, de gauche à droite :
- Nativité de l'Enfant Jésus (Noël) ;
- La Pentecôte ;
- L'Annonciation à la Vierge Marie.

Ces six peintures murales carrées font chacune quatre mètres de côté.

### Chœur
Au fond du chœur :
- Christ en majesté ;
- Saint Jean-Baptiste et les Apôtres (sur le flanc gauche du chœur) ;
- Des Patriarches et des Prophètes de la Bible (sur le flanc droit du chœur).

### Transept
- Saint Pierre et saint Paul (partie gauche du transept) ;
- Sainte Brigitte et ses huit enfants (partie droite du transept).

Des indications détaillées sur les œuvres se trouvent en regard ou à proximité de celles-ci. Parmi les portraits peints, peuvent être reconnues les têtes de Brigitte Bardot et de Jean Marais qui côtoient celle de sainte Thérèse.

## Mobilier
- Le maître-autel est une grande pierre en granit gris massif, reposant sur deux robustes pieds qui étaient initialement destinés à constituer des chapiteaux. Le dessin du tabernacle est une réalisation de l'architecte.
- Statue ancienne de la Vierge dans la partie droite de la croisée du transept.
- Statue moderne en bois de saint Joseph menuisier, symétrique de la précédente, à gauche, installée en 1983. Œuvre d'un sculpteur amateur, paroissien, estivant de Blonville.
- Statue de saint réalisée par la sculptrice Frédérique Maillart, fille de Jean-Denis Maillart.